# Egbert Hirschfelder
Egbert Hirschfelder (født 13. juli 1942 i Berlin, død 31. maj 2022) var en tysk roer, dobbelt olympisk guldvinder og dobbelt europamester.
Hirschfelder roede for Berliner SC og kom i 1963 med i klubbens firer med styrmand, der blev tyske mestre og europamestre dette år. I 1964 vandt han endnu et tysk mesterskab samt EM-sølv i denne båd, inden han drog til OL 1964 i Tokyo for et fælles tysk hold (reelt en rent vesttysk besætning i form af klubholdet fra BSC). De øvrige i båden var Bernhard Britting, Joachim Werner, Peter Neusel og styrmand Jürgen Oelke, og tyskerne var store favoritter, selvom Sovjetunionen havde besejret dem ved EM. Tyskerne vandt da også deres indledende heat ret klart, og i finalen var de igen temmelig overlegne og vandt med et forspring på over to sekunder til italienerne på andenpladsen og den nederlandske båd på tredjepladsen; et opgivende sovjetisk mandskab måtte nøjes med en femteplads, mere end femten sekunder efter tyskerne.
Mens hans holdkammerater i fireren indstillede deres karrierer efter OL, fortsatte Hirschfelder i sporten, men skiftede til otteren. I denne båd blev han europamester i 1967, og da europamesterskabet i 1967 blot var en blandt mange topresultater for den (nu) vesttyske otter årene forinden, var de blandt de store favoritter ved OL 1968 i Mexico City. De vandt da også deres indledende heat ret sikkert, og i finalen sikrede de sig guldmedaljen næsten et sekund foran Australien på andenpladsen og Sovjetunionen på tredjepladsen. De vesttyske guldvindere var foruden Hirschfelder Horst Meyer, Dirk Schreyer, Rüdiger Henning, Wolfgang Hottenrott, Lutz Ulbricht, Jörg Siebert, Roland Böse (i finalen erstattet af Niko Ott) og styrmand Gunther Tiersch.
Hirschfelder og resten af OL-fireren fra 1964 blev samme år kåret som årets sportshold i Vesttyskland, og sammen med de øvrige i otteren modtog han i 1968 Silbernes Lorbeerblatt, den højeste vesttyske sportsudmærkelse. Otterbesætningen fik desuden æren af at være flagbærere til åbningsceremonien ved OL 1972 i München.

## OL-medaljer
- 1964:  Guld i firer med styrmand
- 1968:  Guld i otter